# Bonastre
Bonastre est une commune espagnole de la province de Tarragone, en Catalogne, en Espagne, de la comarque de Baix Penedès.

## Géographie
Commune située dans le Massif de Bonastre entre Tarragone et Barcelonne.